# Успение Богородично (Житница)
Вижте пояснителната страница за други значения на Успение Богородично.
„Успение Богородично“ е християнска църква в Житница, България, част от Софийско-пловдивската епархия на Римокатолическата църква. Църквата е енорийски храм.

## История на енорията
От основаването на енорията около 1640 г. до края на 1797 г. в селото не е имало постоянен свещеник. Също не е имало и църква, службите са се провеждали в частни къщи от приходящи свещеници.
През 1646 г. архиепископ Петър Богдан посещава село Хамбарлии и съобщава, че е имало общо 80 католици с децата. През 1742 г. епископ Никола Радовани в своя отчет до Конгрегацията на вярата в Рим съобщава: От там (Калояново) отидох в Хамбарлии, далеч половин час – покръстих 20, причестих 10 и намерих къщи 54, всичко 341 човека.
Първият постоянен свещеник е отец Георги Тунов. Той служи в енорията от 1797 г. до избирането му за администратор на епархията през 1802 г. След него в енорията служат отците Павел Филипи, Павел Качиско и Антон Фишер.
През 1837 г. епископ Иван Птачек съобщава за 481 католици. Един век по късно, през 1935 г. селото е имало 1780 жители.
От 1838 г. енорист е отец Йосиф Арабаджийски, От 1840 г. е отец Петър Касев. От 1842 г. свещеник е отец Едуард Валпа. С това енорията започва да се обслужва от отците-капуцини. От 1849 г. енорист е Маврикий Монферат. На 12 юни 1852 г. той закупува за храма статуя на Богородица, а през следващата година доставя от Цариград и първата камбана за храма, която бие за първи път също на 12 юни, но през 1853 г. за празника Тяло Христово.
От 1856 г. енорист е отец Лудвиг от Аквила. От 1868 г. е Тобия от Тиферно. От 1875 г. свещеник е Антонино от Торино. От 1887 отново енорист е Тобия от Тиферно. Той построява нов енорийски дом, чийто основен камък е осветен на 22 май 1888 г.
След посещение на видния български учен д-р Любомир Милетич в селото в края на XIX век, той пише, че „През 1872 г. била издигната хубавата църква в Хамбарли с купол в средата. До нея е изградена камбанария от страна в двора. През 1875 г., след осемгодишно пребиваване в Хамбарли, отец Тобия се върнал в Италия, откъдето неговият предстоятел го изпратил като мисионер на остров Занта. Там прекарал като секретар на тогавашния католически епископ Монсеньор Бони до 1887 г., когато вследствие на многобройните молби от хамбарлийци, ордена го върнал в Хамбарли, където го и заварих. Той беше вече твърде стар и макар че не го бе напуснала съвсем старата му енергия, беше взел да се чувства уморен и затова ми казваше, като показваше портретите на своите братя и техните семейства в Италия, че желае да се прибере в отечеството си, за да поживее последните си години по-близо до своите роднини, от които през целия си живот беше получавал само писма и разменял портрети. С особено сияние в лицето ми се хвалеше, че успял най-сетне да изпълни и едно голямо, отдавна свое желание. Събрал средства и снабдил изградената от него камбанария до църквата с шест големи камбани, така че сега в цяло Пловдивско хамбарлийските камбани са най-хубави и най-звучни.“
През 1918 г. католиците в енорията наброяват около 1200. Енорист е мирският свещеник отец Йосиф Терзиев с един помощник. Поради увеличаване на населението, в началото на 1920-те е повдигнат въпроса за разширяване на сградата на църквата. По това време жителите на селото са над 1400 души, а тогавашния храм е побирал до 500. На общо  събрание, свикано от енорийския свещеник отец Валентин Делянин и помощника му отец Антон Йовчев, е взето решение за издигане на нов храм. Създаден е комитет за събиране на средства. За две години е завършена новата сграда. През 1928 г. в енорията е основано културно-просветното дружество „Св. Йосиф“.
От 1935 г. енорийски свещеник е отец Козма Гюлов. На 26 май 1940 г. отец Гюлов полага основите на нов енорийски дом, който е завършен за един месец. През 1944 г. за няколко месеца отец д-р Дамян Гюлов се установява в енорията.и отново подхваща работата по издаването на в. „Истина“ и създава нов редакционен комитет, в който влиза и отец Йосиф Стойков.
По време на така наречените Католически процеси през 1952 г. Йосиф Тончев, роден в Житница, e осъден на смърт за противонародна дейност. Oтец Рафаил Станев и отец Иван Станев, родени също в енорията, са осъдени съответно на 10 години и година и половина лишаване от свобода.
Епископ Георги Йовчев е бил енорийски свещеник в Житница преди да бъде да бъде издигнат в епископски сан.
През 90-те години на XX век енорийски свещеник е отец Максимилиан (Йосиф) Балабански. Той изгражда свещенически дом с голям салон за срещи и представления в приземието. Той също е инициатор за изграждане на паметник на светеца Максимилиян Колбе в селото.
От 1992 г. до 2000 г. енорист е отец Максимилиян Балабански. По време на неговото служение се прави частичен ремонт на храма и духовният живот в Житница се пробужда - привличат се верни от всички възрасти, започва работа с младежите, организират се срещи, изнасят се пиеси. Първото представление е за Дева Мария Лурдска и е реализирано в църквата. След него има множество изяви, които се случват на истинска сцена в съградения от него нов енорийски дом. Поставена е и пиеса за живота на Свети Максимилиан Колбе.
Благодарение на отец Максимилиян в енорията пристигат и сестрите Францисканки Мисионерки на Сърце Исусово. Под ръководството на сестра Франсуаз построяват своя дом. Сестрите помагат във вероучение и в подготовката на деца и младежи за тайнствата Първо Причастие и Миропомазание. Те поставят началото на традицията всяка година за Рождество Христово да се подготвя коледно тържество с участие на децата и младежите от енорията.
През 2013 г. е изграден Кръстен път на открито. Той минава на територията на две енории - в Житница и в Дуванлий. Започва от самото село Житница и завършва на Дуванлийската могила. Създаден е по инициатива и със средства на група млади хора от Житница и е осветен от епископ Георги Йовчев. След изграждането му става традиция да се провежда Кръстен път в петък преди празника Връбница като участват енориаши от Калояново, Житница и Дуванлий.
От 2018 г. енорист е отец Борис Стойков, който се заема да ремонтира храма. Сестрите францисканки – сестра Грейси и сестра Светла помагат в пасторалните дейности в енорията. Въвличат се доброволци в облагородяването на храма и пространствата около него.
- Старата църква построена през 1872 г.
- Новият храм след построяването му през 1923 г.
- Изглед във вътрешността на храма през 1923 г.

### Свещеници от Житница
- отец Тобия Чалъков, ръкоположен на 25 ноември 1892 г.
- отец Йосиф Начов, ръкоположен на 30 август 1898 г.
- отец Никола Селимов, ръкоположен на 9 юни 1900 г.
- отец Йосиф Германов, ръкоположен на 12 април 1912 г.
- отец Йосиф Тончев, ръкоположен на 20 декември 1913 г.
- отец Тобия Станев, ръкоположен на 28 март 1914 г.
- отец Иван Селимов, ръкоположен на 28 юни 1936 г.
- отец Рафаил Станев, ръкоположен на 28 юни 1936 г.
- отец Атанас Селимов, роден 1911 г., починал 1986 г.
- отец Станислав Танчев, роден 1916 г., починал 1985 г.
- отец Атанангел Карачев
- отец Алуис Бодурски, роден 1928 г., починал на 18 февруари 1996
- отец Иван Станев
- отец Франц Станев
- отец Иван Топалски, ръкоположен на 29 август 1998 г.
- епископ Румен Станев, ръкоположен на 11 ноември 1999 г.
- отец Милко Топалски, ръкоположен на 16 юли 2005 г.
- отец Недялко Начев, ръкоположен на 22 ноември 2008 г.
- отец Венцислав Николов, ръкоположен на 8 май 2010 г.

### Енористи и свещеници, служили в енорията
- отец Георги Тунов (от 1797)
- отец Павел Филипи (от 1806)
- отец Павел Калчиско (от 1815)
- отец Антон Фишер (от 1838) - редемпторист
- отец Йосиф Арабаджийски (от 1938)
- отец Петър Касев (от 1940)
- отец Едуард Валпа (от 1842) - капуцин
- отец Серафим от Кастротермини (от 1845) - капуцин
- отец Маурицио де Кастелацо (от 1849) - капуцин
- отец Людвиг от Аквила (от 1856) - капуцин
- отец Тобия от Тиферно (от 1868) - капуцин
- отец Антонио от Торино (от 1875) - капуцин
- отец Тобия от Тиферно (от 1887) - капуцин
- отец Салватор Ашиков (от 1900) - капуцин
- отец Евгений Райков (от 1901) - капуцин
- отец Йосиф Терзиев (от 1918)
- отец Бенедикт Чувалски (от 1920)
- отец Валентин Делянин (от 1920) - капуцин
- отец Антон Йовчев
- отец Козма Гюлов (1935-1945) - капуцин
- отец Тимотей Зайков (1945-1950) - капуцин
- отец Лъв Рончев (1950-1952) - капуцин
- отец Григорий Гайдаджийски
- отец Кирил
- отец Иван Селимов (1952-1954)
- отец Благой
- отец Богдан Гиев (1954-1955)
- отец Петър Бегов (1955-1957)
- отец Лаврентий Стрехин (1957-1960)
- отец Лино Маринов
- отец Методий Бадов
- отец Павел Йотов
- отец Благой Плацигов
- отец Станислав Танчев (1976-1984)
- епископ Георги Йовчев (1986-1988)
- отец Борислав Петров (1988-1990)
- отец Гаврил Балкански (1990-1992)
- отец Максимилиян Балабански (1992-2000)
- отец Франчишек Дрихуш (2000-2003)
- отец Евгений Рожански (2003-2005)
- отец Христо Табаков (2005-2018)
- отец Борис Стойков (2018-)

## История на храма
Първата католическа църква е построена през 1845 г. Енорист по това време е отец Едуард Валпа.
На 3 май 1872 г. са положени основите на нов храм по план и под ръководството на отец Ернесто Саватоне. Сградат е била дълга 32 m, щирока 28 m и висока 21 m. На 31 август 1873 г. храмът е осветен от архиепископ Франческо Рейнауди.
Строителството на сегашната сграда на църквата започва през май 1921 г. по проект на архитектите А. Неделчов и И. Василев. Сградата е завършена през 1923 г. През този период всички жители на селото помагат на строителните работници. Сградата е дълга 40 m и широка - 18 m. Тя е с облено-изострената планиметрия с двете камбанарии от двете страни на фасадата. Прозорците са в готическа форма. Презвитериумът е просторен, с удължена задна част в полуосмоъгълник. Във вътрешността са разположени три кораба с 12 декорирани циментови колони. Атриумът на входа е от арматура и цимент, носен от две колони, които поддържат балкона. Централният кораб е с кръгъл свод. Страничните кораби и пространството между колоните и пиластрите и между самите колони, в което се образува малък купол от две кръстосани арки, са също с кръгъл свод. По външните стени на църквата се открояват естествените циментови блокчета, от които е построена, с редуващи се орнаменти, излети от цимент. Изпълнението на проекта е поверено на строителния техника Марио Тоскани. Поради липса на средства подът, главният олтар, изписването на стените и много дейности са направени по-късно. Благословена е на 16 септември 1923 г. от епископ Викенти Пеев. На тържествената церемония присъства френският консул в Пловдив заедно със семейството си и отец Прива Белар - директор на Френския колеж в Пловдив. В церемонията участва и оркестъра при катедалата в Пловдив, дирижиран от Антон Тайнер.
През 1947 г. храмът е снабден с нови пейки. През 1951 г. е закупен нов часовник, монтиран на фасадата. През 1959 г. е извършен основен ремонт на стойност: 26 630 лв. В периода между 1976-1984 г. по времето на отец Станислав Танчев са изографисани полукупол на абсидата над олтара и стените в презвитериума. В люнетите над прозорците са монтирани картини с различни сцени от земния живот на Господ наш Исус Христос. След годините са сериозно увредени и затова по-късно са премахнати. В периода между 1984 и 1990 г. отец Петър Изамски ремонтира олтарното пространство. След 1992 г. отец Максимилиян Балабански изцяло обновява интериора и закупува нови полилеи.
По времето когато енорист е на отец Христо Табаков, се продължава с подобряване на облика на църквата и материалното ѝ подновяване – поправя се покрива, сменят се прозорците на храма с витражи. През 2006 г. е монтиран нов часовник. Две години по късно са подменени дървените кули с нови направени от специална ламарина, която отразява светлината от слънцето. По този начин обновените камбанарии се виждат на разстояние от близо 30 километра.
В периода 2019-2022 по инициатива на отец Борис се извършва основен ремонт на храма с нова декорация на интериора и обновено олтарно пространство с гранитна настилка. Идейният проект на ремонта е дело на отец Петър Кьосов. При изработването му той взима под внимание особеностите, диктувани от основната структура. Тя е псевдо-базилика, изградена и украсена в съчетание на различни стилове - колоните са в псевдо-ренесансов стил, сводовете - в нео-романски, а прозорците - в готически. Отец Петър залага на проектирането на нов олтар, който заедно с олтарното пространство да обедини тези разнородните архитектурни стилове. Украсата на амвона е преработена в неоготически стил.
На 8 декември 2021 г. е осветен нов орган и нова статуя на Дева Мария. Това е първият дигитален орган в България. Произведен е от американска фирма, има 28 регистъра и може да се програмира да звучи по различни начини. Той е дарение от семейството на Величко и Николинка Якови от селото. Статуята на Дева Мария изобразява Успението на Дева Мария. Статуята отразява момента, в който тя вижда своя син в Божието царство и затова нейното лице излъчва едновременно радост и почуда. Ръцете й, които са леко отворени и протегнати нагоре, изобразяват нейния устрем към Бога. Статуята е разположена в специална рамка, която в религиозното изкуство се нарича „мандорла” - ореол от светлина. В композицията са включени лъчи, които са символ на божествената красота на Божията майка. Статуята е окачена в средния кораб на църквата на  8 м. височина. Статуята и рамката са дело на художника Владимир Сарийски от град Раковски.
На 16 септември 2023 г. с тържествена служба, открита от отец Стойков, е отбелязана 100 годишнината от освещаване на храма. Светата литургия е отслужена от епископ Георги Йовчев в съслужие с епископите Христо Пройков и Румен Станев. На тържеството присъстваха монсеньор Джорджо Кеца - съветник към в Апостолическата нунциатура в България,  Джузепе ди Франческо - почетен консул на Република Италия в Пловдив, Богдан Паташев - богослов и дипломат, Емануил Паташев - генерален секретар на Каритас България, Димитър Ганчев - главен редактор на българската секция на Радио Ватикана, доц. д-р Ивайло Шалафов - директор на Фонда за опазване на историческото наследство „Цар Борис и Царица Йоана“ и много други гости. По случай юбилея е извършено цялостно благоустройство на площада пред храма и по средата е поставена мраморна статуя на Дева Мария.
Храмов празник – 15 август.

## Галерия
- Изгледи към храма

- Главният олтар
- Интериорът през 2024 г.
- Мандорлата с Дева Мария

- Изглед от олтара
- Интериорът през 2020 г.
- Изглед от притвора

- Изгледи от балкона

- Статуя на Богородица
- Украсата на църквата преди ремонта през 2019 г.
- Статуя на Богородица в двора на църквата